# Europaspiele 2015/Trampolinturnen
Bei den Europaspielen 2015 in Baku, Aserbaidschan wurden vom 17. bis 21. Juni 2015 insgesamt vier Wettbewerbe im Trampolinturnen (jeweils zwei für Männer und Frauen) ausgetragen.

## Ergebnisse

### Männer

#### Einzel
| Platz | Sportler               | Land          | Punkte |
| ----- | ---------------------- | ------------- | ------ |
| 1     | Dmitri Uschakow        | Russland      | 60,090 |
| 2     | Uladsislau Hantscharou | Belarus       | 59,380 |
| 3     | Ilja Grischunin        | Aserbaidschan | 58,765 |

Datum: 21. Juni 2015

Teilnehmer:

23.  Martin Gromowski

26.  Kyrylo Sonn

#### Synchron
| Platz | Sportler                             | Land        | Punkte |
| ----- | ------------------------------------ | ----------- | ------ |
| 1     | Dmitri Uschakow Michail Melnik       | Russland    | 51,110 |
| 2     | Uladsislau Hantscharou Mikalaj Kasak | Belarus     | 50,800 |
| 3     | Martin Gromowski Kyrylo Sonn         | Deutschland | 48,800 |

Datum: 21. Juni 2015

Teilnehmer:

8.  Simon Progin / Nicolas Schori

### Frauen

#### Einzel
| Platz | Sportlerin        | Land                   | Punkte |
| ----- | ----------------- | ---------------------- | ------ |
| 1     | Jana Pawlowa      | Russland               | 54,335 |
| 2     | Kat Driscoll      | Vereinigtes Königreich | 53,910 |
| 3     | Hanna Hartschonak | Belarus                | 53,565 |

Datum: 21. Juni 2015

Teilnehmerin:

10.  Leonie Adam

#### Synchron
| Platz | Sportlerinnen                 | Land       | Punkte |
| ----- | ----------------------------- | ---------- | ------ |
| 1     | Jana Pawlowa Anna Kornetskaja | Russland   | 46,400 |
| 2     | Marine Jurbert Joëlle Vallez  | Frankreich | 44,600 |
| 3     | Beatriz Martins Ana Rente     | Portugal   | 44,500 |

Datum: 21. Juni 2015

Teilnehmerinnen:

10.  Fanny Chilo / Sylvie Wirth

## Medaillenspiegel
| Rang   | Land                   | Gold | Silber | Bronze | Gesamt |
| ------ | ---------------------- | ---- | ------ | ------ | ------ |
| 1      | Russland               | 4    | 0      | 0      | 4      |
| 2      | Belarus                | 0    | 2      | 1      | 3      |
| 3      | Frankreich             | 0    | 1      | 0      | 1      |
| 3      | Vereinigtes Königreich | 0    | 1      | 0      | 1      |
| 5      | Aserbaidschan          | 0    | 0      | 1      | 1      |
| 5      | Deutschland            | 0    | 0      | 1      | 1      |
| 5      | Portugal               | 0    | 0      | 1      | 1      |
| Gesamt | Gesamt                 | 4    | 4      | 4      | 12     |